# Itura pseudoaurita
Itura pseudoaurita is een raderdiertjessoort uit de familie Ituridae. De wetenschappelijke naam van deze soort is voor het eerst geldig gepubliceerd in 1962 door Koch-Althaus.